# 愛德瑪
愛德瑪（英語：Eadmer，c.1060年─c.1126年），英格蘭歷史學家、神學家及教會學家，是坎特伯雷大主教安瑟倫的主要伙伴之一，為安瑟倫撰寫了傳記。愛德瑪於其歷史著作中宣揚坎特伯雷大主教高於约克大主教的觀念。（這是與安瑟倫有切身關係、也是安瑟倫最關注的議題）

## 生平
愛德瑪具盎格魯-撒克遜人血統，出生年份距1066年諾曼人征服英格蘭之前不遠。他在坎特伯雷教堂的本篤會修道院修行時認識了安瑟倫（當時安瑟倫是貝克修道院的院長）。當安瑟倫在1093年當上坎特伯雷大主教後，愛德瑪成為了他的門生、朋友和理事（理事一職由時任教宗烏爾班二世親授）。1120年，愛德瑪被提名為聖安德魯主教，但蘇格蘭人並不服從坎特伯雷的命令，愛德瑪也沒有赴任，並很快地放棄了這個名銜。
愛德瑪的卒年不詳。牛津大學的資料指愛德瑪卒年不會早於1126年，但亦有著作指愛德瑪卒於1123年1月13日。